# Ык (верхний приток Иньвы)
Ык — малая река в Юсьвинском районе Пермского края, левый приток Иньвы. Длина — менее 20 км. Исток реки находится севернее деревни Яранево, течёт в общем направлении на юг. В нижнем течении на реке стоит село Антипино.
Ык впадает в Иньву на высоте 115 м над уровнем моря, менее чем в 1 км выше по течению, чем Правый Ык.